# Batang Gadis Jae
Batang Gadis Jae is een bestuurslaag in het regentschap Mandailing Natal van de provincie Noord-Sumatra, Indonesië. Batang Gadis Jae telt 206 inwoners (volkstelling 2010).